# Maylis Bonnin
Pour les articles homonymes, voir Bonnin.
 (janvier 2017).
Maylis Bonnin-Louis, née le 20 mars 1975, est une joueuse internationale française de rugby à XV. Elle évolue au poste de deuxième ligne.

## Biographie
Maylis Bonnin évolue en club à l'USA Limoges, puis à l’USAT XV Toulouges, et enfin au Montpellier RC. Elle compte plusieurs sélections en équipe de France, disputant notamment la Coupe du monde de rugby à XV féminin 2006. Elle met un terme à sa carrière de joueuse à la fin de la saison 2005-2006.
Elle est professeur d’éducation physique dans l'Hérault et avant d’arriver au rugby (découvert en faculté sous l'égide de Pierre Villepreux), elle s’est essayée à une multitude de sports. 
Sa tante par alliance a été Colette Besson.
Elle a entraîné l'équipe de France A de rugby féminin lors de la saison internationale 2009-2010 avec Eric Plane.
Son expérience dans le haut niveau et son Master en Préparation Psychologique et Coaching lui ont permis de devenir préparatrice mentale chez Atout Mental.

## Palmarès
- Sélectionnée en équipe de France à 57 reprises de 1999 à 2006
- Tournoi des Six Nations en 2002, 2004 et 2005 (trois grand chelems)
- Championne d'Europe en 1999, 2000, et 2004 année du Grand Chelem
- 3e de la Coupe du monde en 2002 et 2006
- Championne de France en 2004 et 2005 avec l’USAT XV Toulouges